# تجمع بدو وادي حلوف (تريم)
'

تعديل مصدري - تعديل

تجمع بدو وادي حلوف هي إحدى قرى عزلة تريم بمديرية تريم التابعة لمحافظة حضرموت، بلغ تعداد سكانها 33 نسمة حسب تعداد اليمن لعام 2004.